# 蕪湖駅
蕪湖駅（ぶこえき）は、中華人民共和国安徽省蕪湖市鏡湖区赭山路両站広場に位置する中国国鉄上海鉄路局が管轄する駅である。

## 所属路線
- 中国国鉄
  - 淮南線（中国語版）：淮南駅起点より236km、合肥駅より141km、本駅が終点
  - 皖贛線：本駅が起点、貴渓駅まで550km、鷹潭駅まで570km
  - 寧銅線（中国語版）：南京西駅起点より131km、南京駅より125km、銅陵駅終点まで83km
  - 寧安都市間鉄道

## 駅構造

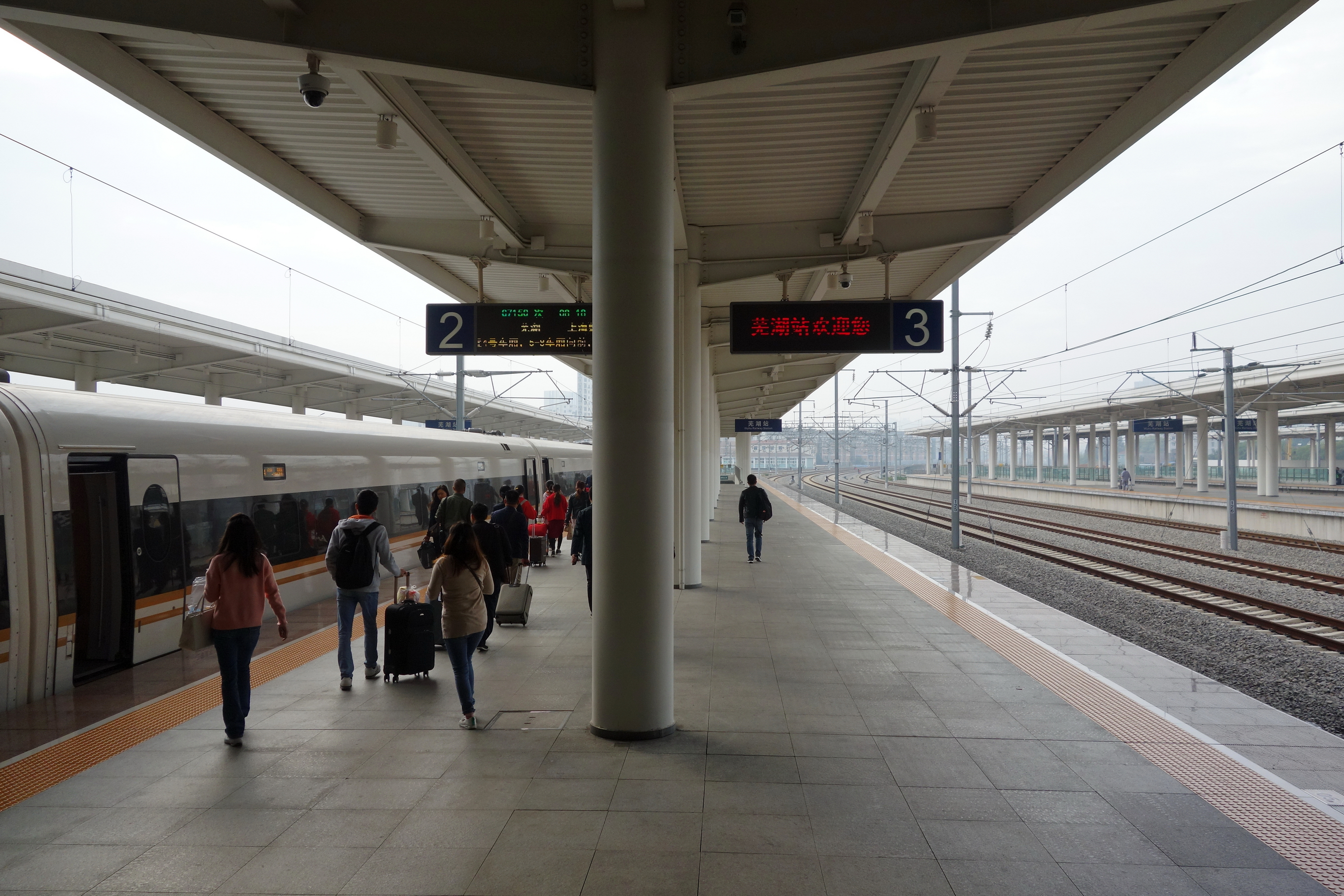
蕪湖駅ホーム

- 単式ホーム1面、島式ホーム2面の地上駅である。

## 歴史
- 1933年 - 建設された[1]。
- 1983年 - 7200平方メートルの駅舎を建てた[2]。
- 2008年1月13日 - 春運の混雑により学生がホームより落下し列車に轢かれて死亡する事故が起きた[3]。

## 隣の駅
中国国鉄
淮南線
裕渓口駅 - 蕪湖東駅 - 湾里駅 - 蕪湖西駅 - 蕪湖駅
皖贛線
蕪湖駅 - 青弋江駅 - 蕪湖南駅 - 陶辛駅
寧銅線
塔橋駅 - 蕪湖東駅 - 湾里駅 - 蕪湖西駅 - 蕪湖駅' - 青弋江駅 - 蕪湖南駅 - 八里湾駅